# Смирна (селище, Нью-Йорк)
Смирна (англ. Smyrna) — селище (англ. village) в США, в окрузі Ченанго штату Нью-Йорк. Населення — 197 осіб (2020).

## Географія
Смирна розташована за координатами 42°41′13″ пн. ш. 75°34′7″ зх. д. / 42.68694° пн. ш. 75.56861° зх. д. (42.686925, -75.568689).  За даними Бюро перепису населення США в 2010 році селище мало площу 0,63 км², уся площа — суходіл.

## Демографія
Згідно з переписом 2010 року, у селищі мешкало 213 осіб у 79 домогосподарствах у складі 60 родин. Густота населення становила 337 осіб/км².  Було 84 помешкання (133/км²).
Расовий склад населення:
| - 98,1 % — білих - 0,9 % — чорних або афроамериканців |

До двох чи більше рас належало 0,9 %. Частка іспаномовних становила 0,0 % від усіх жителів.
За віковим діапазоном населення розподілялося таким чином: 20,7 % — особи молодші 18 років, 64,7 % — особи у віці 18—64 років, 14,6 % — особи у віці 65 років та старші. Медіана віку мешканця становила 38,8 року. На 100 осіб жіночої статі у селищі припадало 95,4 чоловіків;  на 100 жінок у віці від 18 років та старших — 94,3 чоловіків також старших 18 років.
Середній дохід на одне домашнє господарство  становив 43 739 доларів США (медіана — 35 750), а середній дохід на одну сім'ю — 51 555 доларів (медіана — 50 208). За межею бідності перебувало 20,3 % осіб, у тому числі 13,8 % дітей у віці до 18 років та 13,2 % осіб у віці 65 років та старших.
Цивільне працевлаштоване населення становило 83 особи. Основні галузі зайнятості: освіта, охорона здоров'я та соціальна допомога — 22,9 %, виробництво — 20,5 %, роздрібна торгівля — 15,7 %.